# El cocodrilo
El cocodrilo (en ruso: Крокодил, Krokodil) es un cuento fantástico del escritor ruso Fiódor Dostoievski, publicado por primera vez en la revista Època el 1865.
El autor presenta este texto satírico como una historia verdadera de como «un señor de cierta edad y buena presencia, fue engullido todo entero por un cocodrilo, sin dejar ni rastro, y del que resultó, de todo..»

## Personajes
- Semion Semiónich, oficial. Narrador
- Ivan Matvéitch, amigo de Semion, es comido por el cocodrilo.
- Elena Ivànovna, esposa de Ivan Matvieyich.
- El alemán: propietario del cocodrilo.
- La madre del alemán: también llamada "Mutter" despectivamente.
- Timofei Semiónich: funcionario, conocido del narrador
- El cocodrilo es llamado Karl, Karlchen o Mein Sohn por su dueño.

## Resumen

### Capítulo 1
El 13 de enero de 1865 a las doce y media, el narrador acompaña un par de amigos: Un alemán expone un enorme cocodrilo vivo, una auténtica «novedad en Rusia», en un local del centro comercial El Pasaje por la modesta entrada de 25 kopecs. Ivan Matvieyich, está a punto de viajar a Europa. Con esta idea, el narrador, su amigo Ivan Matvieyich y su encantadora esposa Elena Ivanovna visitan la exposición, que, además del reptil gigantesco, también presenta cacatúas y monos. Elena Ivanovna estaba decepcionada inicialmente por el cocodrilo, se imaginó que sería otra cosa. El narrador es guiado por Elena Ivanovna a la jaula de los monos, mientras, a pesar de las advertencias del narrador, Ivan Matvieyich molesta al cocodrilo, que acaba tragándoselo entero en un descuido.
Presa del pánico, Elena Ivanovna pidió que le «dieran» al cocodrilo, pero al ver que el desafortunado tragado por el cocodrilo sigue contra toda lógica vivo, y bien vivo, la mujer se tranquiliza.

### Capítulo 2
El narrador es recibido por Timofei Semionich, un conocido, también funcionario, para tratar de ayudar a su amigo a conseguir el dinero que el alemán pide por el animal en caso de tener que matarlo para sacar de dentro a su amigo. Timofei Semionich presenta todo tipo de excusas ridículas para justificar su falta total de reacción. Atentar contra el cocodrilo sería una señal equivocada y obstaculizaría la inversión de capital extranjero en Rusia. «Soy de la opinión que Ivan Matvieyich, como auténtico hijo de la patria, incluso debería alegrarse y enorgullercerse de haber duplicado con su persona el valor de un cocodrilo extranjero. Esto servirá para captar otras capitales de este tipo. Verán que a alguien le ha dado resultado y vendrá otro con un cocodrilo, y el tercero ya llevará dos y tres de golpe, y así se agrupará un capital a su alrededor. Y es así como se forma la burguesia y cómo se debe potenciar, señor mío.» llega a decir el funcionario en un momento dado.

### Capítulo 3
Ivan Matvieyich, aún atrapado en el vientre del cocodrilo, parece acomodarse a la situación y sentirse, finalmente, bastante cómodo. Al volver con su amigo se da cuenta de que ahora el animal es más popular y el alemán obtiene mayor beneficio de la situación aumentando el precio de la entrada. Elena Ivanovna, repentinamente se convirtió en una viuda sin serlo realmente, disfruta de su nueva libertad y recoge en casa a un buen amigo ... Ivan, que ahora tiene mucho tiempo para pensar, empieza a creer que podrá resolver todos los problemas de la sociedad desde allí dentro y que todos los hombres importantes del mundo querrán conocerle.

### Capítulo 4
Solo el narrador, único personaje racional de la historia, sufre por la desafortunada situación de su amigo, porque tiene que ser su secretario y rendirle una visita diaria por la noche, lo que le fastidia la vida. Los diarios se interesan con el caso y cada uno cuenta la historia a su manera ...

### Recepción
Este cuento fue publicado en febrero de 1865. Contiene una fuerte carga política y es parte de la larga controversia de Dostoievski con la crítica liberal. Según Bernard Kreise, Dostoievski lo critica como antioccidentalista y expresa su odio hacia los alemanes y los extranjeros, así como también hacia el capitalismo.
Dostoievski también se inspiró en el estilo fantástico y humorístico de Nicolas Gogol. Encontramos elementos del nuevo Le Nez de Gogol: un evento absurdo tiene lugar en el medio de la sociedad de San Petersburgo y todos los personajes se reorganizan de acuerdo con este evento, cada uno encontrando rápidamente su lugar en este sistema, tan absurdo como es su origen.
Mientras parodiaba el estilo periodístico de la época, la historia no fue muy bien recibida.